# Frente Popular Libertador (Guatemala)
El Frente Popular Libertador (abreviado, FPL) fue un partido político guatemalteco formado en 1944 en gran parte patrocinado por la clase media y estudiantes universitarios. Fue parte del movimiento popular que derrocó a Jorge Ubico y Federico Ponce y comenzó la revolución de Guatemala de 1944. Durante este período, fue uno de los dos partidos guatemaltecos más grandes, el otro fue el Partido Renovación Nacional (PRN) dirigido por maestros. En las primeras elecciones democráticas de Guatemala en 1944, se unió a una amplia coalición de partidos revolucionarios para apoyar la candidatura electoral de Juan José Arévalo, pero posteriormente se distanció de su gobierno. En noviembre de 1945, se fusionó con el Partido Renovación Nacional para formar el Partido Acción Revolucionaria (PAR), pero se separó de él dieciocho meses después. Esta división fue en parte el resultado de diferencias ideológicas, y en parte el resultado de las acciones políticas de Arévalo, quien prefería enfrentarse a una oposición fracturada. Durante el período en que formó parte del PAR, así como en alianza con el PRN, disfrutó de una mayoría en el Congreso guatemalteco durante todo el período presidencial de Juan José Arévalo, y hasta 1949, fue el más grande de los partidos involucrados en la Revolución guatemalteca.
El FPL fue también el más conservador de los partidos revolucionarios, hasta 1949. En ese año, el partido se dividió entre quienes apoyaron la candidatura presidencial de Francisco Javier Arana y quienes se opusieron a él. Los partidarios de Arana formaron el "FPL Ortodoxo". En las elecciones de 1950, el resto del FPL respaldó formalmente a Víctor Manuel Giordani, pero algunos miembros del partido desertaron para apoyar a Jorge García Granados, otro civil moderado, mientras que otros apoyaron a Jacobo Árbenz, el ministro de defensa y el candidato oficialista. Esta lucha interna fomentó el declive del FPL.